# Zelčin
Zelčin je naselje u Hrvatskoj, regiji Slavoniji u Osječko-baranjskoj županiji i nalazi se u sastavu grada Valpova.

## Zemljopisni položaj
Zelčin se nalazi na 91 metar nadmorske visine u nizini istočnohrvatske ravnice, a nedaleko sela protječe rijeka Vučica. Selo se nalazi na državnoj cesti D517 Koška D2 Valpovo D34. Susjedna naselja: sjeveroistočno se nalaze Ivanovci s kojima je Zelčin spojen. Južno se nalaze Harkanovci, a sjeverozapadno se nalaze Bocanjevci i Gorica Valpovačka naselja u sastavu grada Belišća. Pripadajući poštanski broj je 31227 Zelčin, telefonski pozivni 031 i registarska pločica vozila OS (Osijek). Površina katastarske jedinice naselja Zelčin je 11,07 km2.

## Stanovništvo
| broj stanovnika | 328   | 372   | 337   | 406   | 428   | 453   | 451   | 599   | 489   | 517   | 504   | 441   | 425   | 378   | 353   | 351   | 297   |
|                 | 1857. | 1869. | 1880. | 1890. | 1900. | 1910. | 1921. | 1931. | 1948. | 1953. | 1961. | 1971. | 1981. | 1991. | 2001. | 2011. | 2021. |

## Crkva
U selu se nalazi rimokatolička crkva Presvetog Imena Marijinog koja pripada katoličkoj župi Snježne Gospe u Harkanovcima i valpovačkom dekanatu Đakovačko-osječke nadbiskupije. Crkveni god (proštenje) ili kirvaj slavi se 12. rujna.

## Obrazovanje i školstvo
- Osnovna škola Ladimirevci / Područna škola Ivanovci

## Kultura
- Kulturno umjetničko društvo "Šokadija" Ivanovci, Zelčin i Marjančaci.
- Hrvatska kulturno umjetnička udruga "Šokačko srce" Zelčin.

## Šport
- NK Zelčin natječe se u sklopu 2. ŽNL NS Valpovo – Donji Miholjac, 2013./14.

## Ostalo
- Dobrovoljno vatrogasno društvo Zelčin, osnovano 1951.
- Konjogojska udruga "Sokol"  Zelčin
- Lovačko društvo "Jelen" Zelčin – Ivanovci.
- Dom za starije i nemoćne osobe Sveta Ana

## Vanjske poveznice
- http://www.valpovo.hr/
- http://os-ladimirevci.skole.hr/  Arhivirana inačica izvorne stranice od 21. veljače 2014. (Wayback Machine)